# CERT Secure Coding Standards
CERT Secure Coding Standards は、CERT (Computer Emergency Response Team) が作成するプログラミング言語のセキュリティに関するコーディング規約群である。
現在、C言語, C++, Java (Oracle), Perl, Androidについて規定している。

## C
MISRA Cはじめ、これまでのコーディング規約との関係を示すとともに、対応できるツール類の一覧を示している。他のセキュリティコーディング規約との共通部分は、ISO/IEC TS17961として国際規格の技術仕様書 (Technical Specification) として発行している。

## C++
MISRA C++はじめ、これまでのコーディング規約との関係を示すとともに、対応できるツール類の一覧を示している。

## 参照
- ISO/IEC TS 17961:2013  Information technology -- Programming languages, their environments and system software interfaces -- C secure coding rules